# Érsekujvári K. Orbán
Érsekujvári K. Orbán (? – Tokaj, 1690) református lelkész.

## Élete
Ujvári Basil fia. 1650. május 2-án Debrecenben, 1654-ben Utrechtben tanult. 1659. június 25-én Rozsályban szentelték pappá; 1675–1684-ig Szoboszlón volt lelkész és 1683-ban a debreceni egyházkerület esperese lett. 1684-ben Tokajba helyezték át.

## Munkái
- Disputatio theologica de officiis charitatis erga proximum peccantem. Ultrajecti, 1654.
- Győzö Hitnek… Lakozása… Debreczen, 1686.
- Hogy az hit Isten munkája de nem mindenekben… Uo. 1686.
- Élő Jó cselekedeteket szolgaltato lelket feltamaszto tisztito biztato gazdagito alkalmaztato… erösitő nemesitő hitrűl… Uo. 1687.
- Hitnek titka foglalasa epsege igassaga paisa… Uo. 1687. (Nevét Érsek-Uj-Vari K. Orbánnak irta.)